# Samuel Blackall
Samuel Blackall (ur. 1 maja 1809 w Dublinie, zm. 2 stycznia 1871 w Brisbane) – irlandzki żołnierz, polityk i administrator kolonialny w służbie brytyjskiej. W latach 1847–1851 był posłem do Izby Gmin, zaś od 1868 do śmierci gubernatorem Queensland.

## Życiorys

### Młodość i kariera polityczna
Pochodził z zamożnej irlandzkiej rodziny. W młodości służył w armii. W 1832 odebrał szlify oficerskie, lecz rok później sprzedał swój stopień porucznika (było to wówczas dopuszczalne) i odszedł z wojska. W tym samym roku został szeryfem hrabstwa Longford, służył też w lokalnych milicjach, gdzie doszedł do stopnia pułkownika. W 1847 został wybrany do Izby Gmin, którą opuścił cztery lata później.

### Administrator kolonialny
W 1851 dołączył do służby kolonialnej jako gubernator porucznik Dominiki. Zajmował ten urząd do 1857 roku. W 1862 był przez niespełna rok szeryfem hrabstwa Tyrone, po czym powrócił do pracy w koloniach jako gubernator Sierra Leone, a następnie gubernator całej Brytyjskiej Afryki Zachodniej. W 1868 wyjechał do Australii, gdzie został gubernatorem kolonii Queensland.

### Śmierć
W 1870 zaczął gwałtownie podupadać na zdrowiu. Zmarł drugiego dnia 1871 roku w wieku 61 lat. Zgodnie ze swoim życzeniem został pochowany w najwyżej położonym punkcie tworzonego właśnie cmentarza Toowong, gdzie spoczął jako pierwsza osoba. Wkrótce później nad jego grobem powstał okazały pomnik, stojący tam do dziś.